# Battaglia di Alcoraz
La battaglia d'Alcoraz fu combattuta nel 1096. L'esercito aragonese, guidato dal re d'Aragona Sancho Ramírez, aveva messo l'assedio alla città di Huesca nel 1094 e, nel corso dell'anno, mentre stava ispezionando le mura della città, Sancho Ramírez venne colpito da una freccia, scagliata dalle mura della città dai difensori Mori. La ferita, poi, lo aveva condotto alla morte.
Il nuovo re d'Aragona, il figlio primogenito di Ramirez, Pietro I, con il fratello Alfonso in seguito detto il Battagliero, aveva continuato a tenere Huesca sotto assedio.
Nel corso del 1096, Al-Musta'in II, il re della Taifa di Saragozza, da cui Huesca dipendeva decise di portare soccorso alla città, per cui, si diresse con un esercito da Saragozza verso Huesca e, nelle vicinanze della città, avvenne lo scontro conosciuto come la battaglia di Alcoraz. Dopo una iniziale superiorità delle truppe musulmane, la vittoria arrise alle truppe aragonesi, guidate da Pietro I, che riuscì a conquistare la città di Huesca.
La leggenda si impadronì quasi subito dell'avvenimento e già nel XIII secolo la voce popolare attribuì la vittoria al fatto che a capovolgere le sorti della battaglia fosse stato l'intervento di San Giorgio a fianco delle truppe aragonesi, per cui in Aragona e dopo la costituzione della Corona d'Aragona anche in Catalogna, San Giorgio è molto venerato ed è patrono delle due comunità. Il Santo avrebbe mozzato le teste di quattro sovrani musulmani con il turbante sulla fronte che sarebbero poi state poste dopo la battaglia sulla bandiera di San Giorgio (croce rossa in campo bianco) e portate al re aragonese, divenendo parte dello stemma dell'Aragona, dando origine alla bandiera dei quattro mori.